# LVA-Hauptgebäude
Das LVA-Hauptgebäude ist ein Bürogebäude, das sich zwischen Friedrichstraße, Adersstraße, Königsallee und Luisenstraße im Düsseldorfer Stadtteil Friedrichstadt befindet. Es ist Hauptsitz der Deutschen Rentenversicherung Rheinland, die vormals Landesversicherungsanstalt Rheinprovinz (LVA) hieß, wodurch sich der Name ergab.
Das LVA-Hauptgebäude wurde in der Zeit von 1972 bis 1978 erbaut. Architekt war der in Münster ansässige Architekt Harald Deilmann (1920–2008).
Der Bau wurde im Sommer 1978 eröffnet. Das Gebäude war mit 122,70 Metern bis zur Fertigstellung des ARAG-Tower das höchste Gebäude der Stadt. Das 29 Etagen hohe Gebäude besteht aus vier Türmen. Turm 1 hat eine Höhe von 78,43 m und beherbergt 18 Etagen, Turm 2 ist 94,66 m hoch und hat 22 Etagen. Der dritte Turm hat 28 Etagen bei einer Höhe von 113,56 m. Turm 4 hat die oben genannten Maße, da es sich hierbei um den höchsten aller vier Türme handelt.